# (39522) 1988 RA12
1988 أر أي 12 (ويعرف أيضًا باسم (39522) 1988 أر أي 12 وفق تسمية الكوكب الصغير) (بالإنجليزية: 1988 RA12)‏ هو كويكب ضمن حزام الكويكبات؛ وترتيبه 39522 من حيث الاكتشاف.
اكتُشف هذا الجُرم الفلكي بواسطة شيلت جون بوبي في 14 سبتمبر 1988.

## وصلات خارجية
- (39522) 1988 RA12 في قاعدة بيانات مختبر الدفع النفاث لأجرام النظام الشمسي الصغيرة

- الاكتشاف · مخطط المدار ·  العناصر المدارية · المعلمات المادية

- (39522) 1988 RA12 على موقع ويكي سكاي: DSS2, SDSS, GALEX, IRAS, Hydrogen α, X-Ray, Astrophoto, Sky Map, Articles and images